# Chao Fen Wei
Chao Fen Wei  (translitera del 晁粉威)( 1934) es un botánico chino, con experiencia mundial sobre la familia Arecaceae.
Se ha desempeñado como investigador del "Laboratorio Estatal Llave de Botánica Evolucionaria y Sistemática", "Instituto de Botánica", "Academia China de Ciencias de Pekín".

## Honores

### Eponimia
- Especies:
- (Gesneriaceae) Primulina weii Mich.Möller & A.Weber[2]
- La abreviatura «C.F.Wei» se emplea para indicar a Chao Fen Wei como autoridad en la descripción y clasificación científica de los vegetales.[3]